# 三人のパシャ

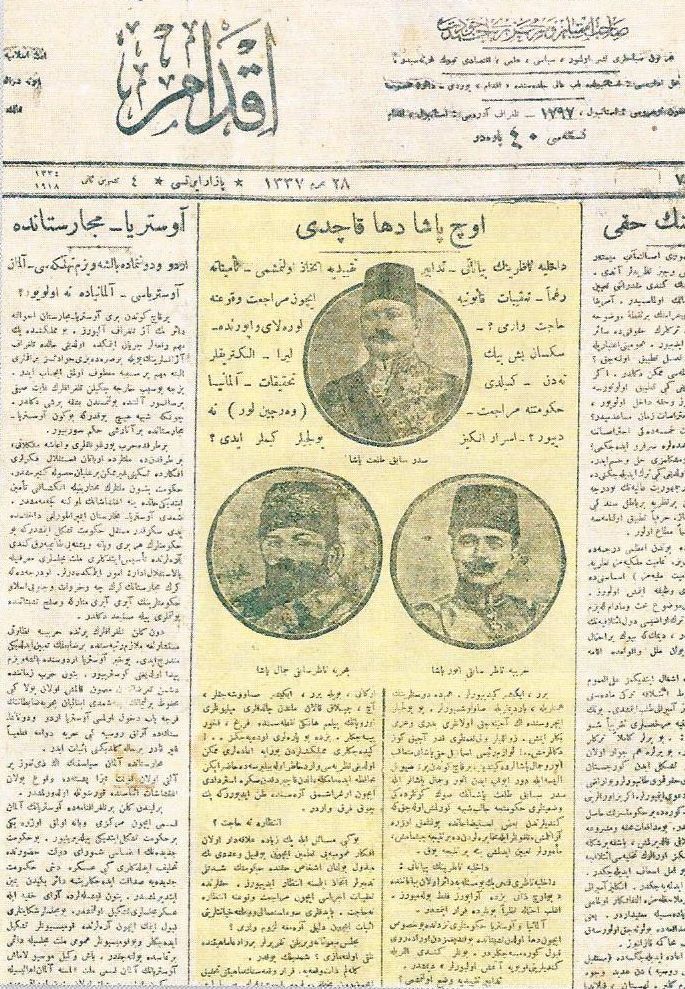
1918年11月4日の『イクダム』紙に掲載された3人のパシャ

三人のパシャ（さんにんのパシャ、トルコ語: Üç Paşalar）とはオスマン帝国末期（青年トルコ人革命後）に実権を握ったエンヴェル・パシャ、ジェマル・パシャ、タラート・パシャの3人のことである。
三人のパシャはいずれも統一と進歩委員会のメンバーであり、第一次世界大戦に際してオスマン帝国を中央同盟国側で参戦させたことに大きな責任があった。戦後、ムスタファ・ケマル・アタテュルクがトルコ共和国を建国すると、三人のパシャは帝国を大戦に突入させて帝国を崩壊させたとしてケマルと国民から広範な批判を浴び、3人全員が非業の死を遂げた。タラートとジェマルは暗殺され、エンヴェルはドゥシャンベ近くでバスマチ蜂起を率いて戦死した。
死後、タラートとエンヴェルの遺骨はイスタンブールにある自由の記念碑に埋められた。

## パシャの意味
よくある勘違いとしてパシャを姓と捉え、三人のパシャなどオスマン帝国の高官が同じ一族だと思ってしまうものがあるが間違いである。
パシャとはオスマン帝国の高官に付けられる称号であり、本名ではない。
日本で国務大臣に対して『〜大臣』と呼ぶのと同じような意味と思われる。

## 三人のパシャの最期の共通点
3人ともアルメニア人虐殺に関わっているとされ、アルメニア革命連盟やそれを支援する赤軍に殺害されている。
エンヴェル・パシャは赤軍に包囲され、決死の騎兵突撃を敢行して戦死するという壮絶な最期を遂げている。

## ジェマル・パシャ
ジェマル・パシャはオスマン帝国の海軍大臣である。
ドイツ海軍とも仲が良く、顧問を呼び込んで調練したり、ドイツの艦船を購入するなどの軍備増強を行った。

## タラート・パシャ
タラート・パシャはオスマン帝国の大宰相で、メフメト5世、メフメト6世を支えた。しかし大宰相といえど3人のパシャの中で序列第一位はエンヴェル・パシャである。

## エンヴェル・パシャ
エンヴェル・パシャは、オスマン帝国末期の陸軍大臣である。
第一次世界大戦ではカフカース戦線を指揮した。その際アルメニア人虐殺を引き起こしたとされる。